# Taxonomie (biologie)
Taxonomie (z řec. taxis – uspořádání, nomos – zákon) je v užším slova smyslu vědní obor, který se zabývá teorií a praxí klasifikace organismů. Jejím cílem je klasifikovat všechny známé biologické skupiny (taxony) podle určitých pravidel do jednotlivých hierarchicky uspořádaných biologických kategorií.
V širším slova smyslu se taxonomie překrývá s biologickou systematikou, tedy vědou, která studuje nejen klasifikaci, ale i obecné principy variability (diverzity) jednotlivých druhů nebo vyšších taxonů a zabývá se i příčinami a důsledky této variability.

## Náplň taxonomie

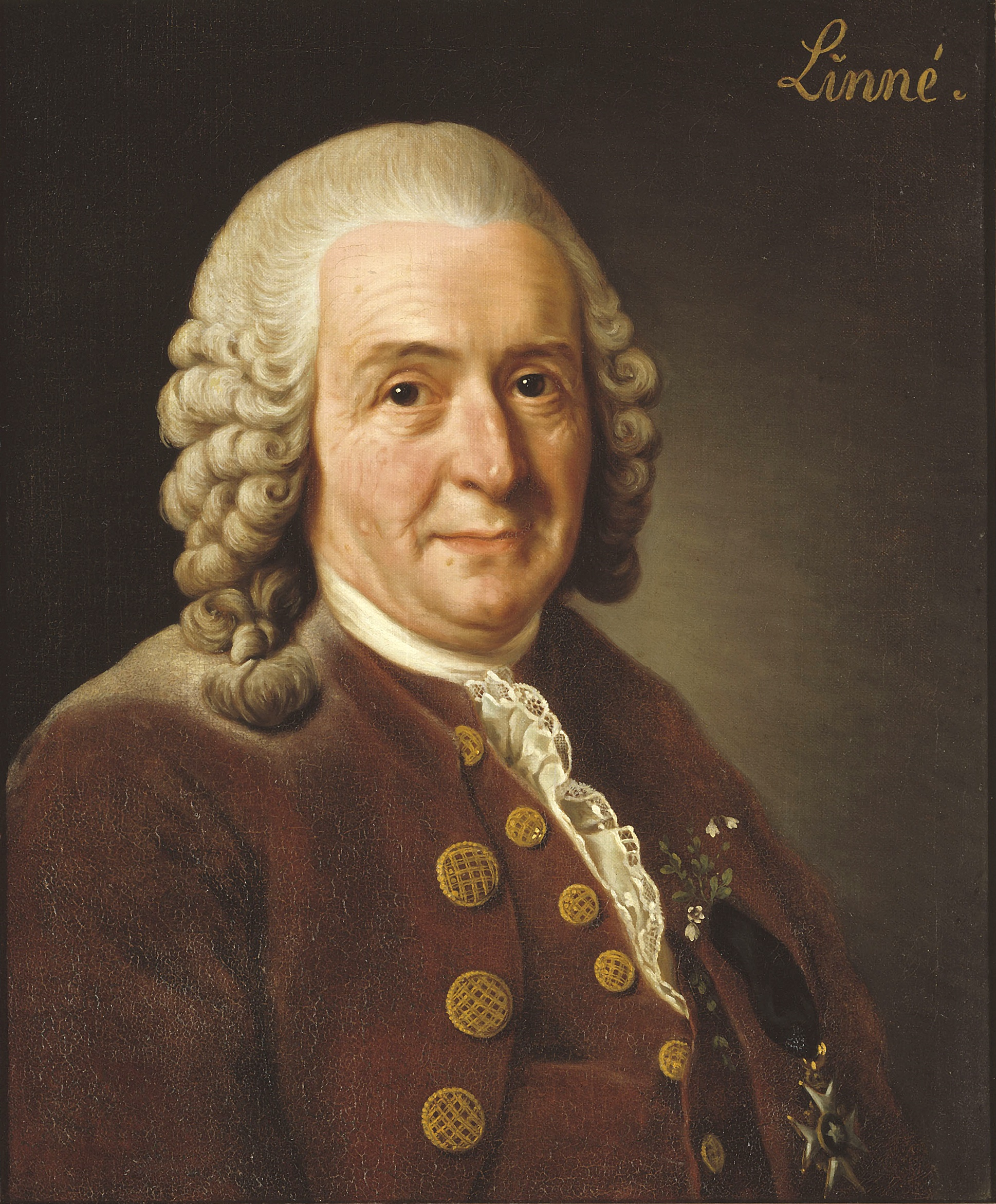
Carl von Linné, otec moderní taxonomie

V práci taxonomů hraje důležitou roli tzv. identifikace čili určování (determinace) druhu, při níž se snaží zařadit nalezené jedince do již známých taxonů (například druhů, rodů, čeledí). Po této práci následně v případě nalezení dosud neznámého druhu následuje popisování nových druhů a vytvoření vhodných názvů (tím se zabývá biologická nomenklatura, v případě druhu je binomická).
Logické zařazování jednotlivých taxonů do obecnějších „škatulek“, tedy do vyšších taxonů, ve výsledku tvoří biologickou klasifikaci.